# Peter Washington
Peter Mark Washington (Los Angeles, 28 augustus 1964) is een Amerikaanse jazzcontrabassist.

## Biografie
Washington is als jazzbassist overwegend autodidact en speelde al in het middelbare school-orkest en in 1978 met de Westchester Community Symphony en gitaar en e-bas in rockbands. Van 1983 tot 1986 studeerde hij Engelse literatuur in Berkeley, waar hij speelde met het universiteitsorkest (en de San Francisco Youth Symphony). Hij begon zich echter ook te interesseren voor jazz en nam daarnaast les bij Herbie Lewis. Al tijdens de studie trad hij op in de regio San Francisco met o.a. Bobby Hutcherson, Harold Land, Ernestine Anderson, John Handy, Frank Morgan en Chris Connor. 
Na de studie vertrok hij naar New York, waar hij in april 1988 lid werd van Art Blakey's Jazz Messengers. Bovendien speelde hij met o.a. Wynton Marsalis, Benny Golson, Dizzy Gillespie, Tommy Flanagan (met wie hij vele jaren speelde in een trio), Freddie Hubbard, Donald Byrd, Johnny Griffin, Kenny Burrell, Milt Jackson, het Gil Evans Orchestra, Toshiko Akiyoshi, Lew Tabackin en Mingus Dynasty. Tijdens de jaren 1990 toerde hij met het Tommy Flanagan Trio, de Carnegie Hall Big Band en de Newport All Stars. Hij is als veelgevraagd sessiemuzikant te horen op talrijke opnamen als sideman en hij onderwijst aan de Mannes School of Music in New York.